# Fichier des personnes recherchées
Die französisch Fichier des personnes recherchées, oder abgekürzt FPR, ist eine Fahndungsdatei des französischen Innenministeriums. Diese Datei wurde 1969 geschaffen und hatte 620.000 Namen im Jahr 2018 gelistet.
Die Datei ist weiter unterteilt in Unterkategorien:
- Fiche AL: geisteskrank (aliénés)
- Fiche E: gesucht durch die Einwanderungsbehörde (police générale des étrangers)
- Fiche IT: Aufenthaltsverbot in Frankreich (interdiction du territoire)
- Fiche M: ausgerissene Minderjährige (mineurs fugueurs)
- Fiche PJ und Fiche J: gerichtlich angeordnete Fahndung (recherches de police judiciaire)
- Fiche R: Aufenthaltsverbot in Frankreich (opposition à résidence en France)
- Fiche S: Gefährdung der Staatssicherheit (Sûreté de l'État)
- Fiche T: Schuldner gegenüber der Staatskasse (débiteurs envers le Trésor)
- Fiche TE: Einreiseverbot nach Frankreich (opposition à l'entrée en France)
- Fiche V: ausgebrochene Gefangene (évadés)
- Fiche X: vermisste Personen (personnes disparues)

Ein Eintrag in der Datei enthält die Identität mit Nachnamen, Vorname, Geburtsdatum und -ort, Gesetzlicher Vertreter (falls vorhanden), weiter eventuelle Identitäten, Geschlecht und Nationalität. Weiters wird ein Foto mit Beschreibung, der Fahndungsgrund und das empfohlene Verhalten der Behörden, falls man die Person auffindet, vermerkt.
Folgende Personen haben Zugang zur Datei:
- Polizisten der Police Nationale
- Gendarmen der Gendarmerie nationale
- Beamte der französischen Zollverwaltung
- Beamte des Innenministeriums, der Präfekturen und Unterpräfekturen
- Beamte des Conseil national des activités privées de sécurité
- Beamte der Unité Information Passagers
- Beamte der Nationalen Finanzkontrolle
- Beamte des service national des enquêtes administratives de sécurité
- Beamte des Commandement spécialisé pour la sécurité nucléaire

Als weitere haben folgende Personenkreise Zugang zur Datenbank, falls ihre Funktion dies erfordert:
- Die Justizbehörden
- Internationale Polizei und Justizorganisationen
- Gemeindepolizisten im Rahmen einer Fahndung zusammen mit der Gendarmerie oder höhere Polizeibehörden
- Beamte, welche für den Fichier judiciaire automatisé des auteurs d'infractions sexuelles ou violentes arbeiten
- Beamte, welche für den Fichier judiciaire automatisé des auteurs d'infractions terroristes arbeiten
- Beamte des Verteidigungsministeriums welche Auskünfte bearbeiten